# Travão

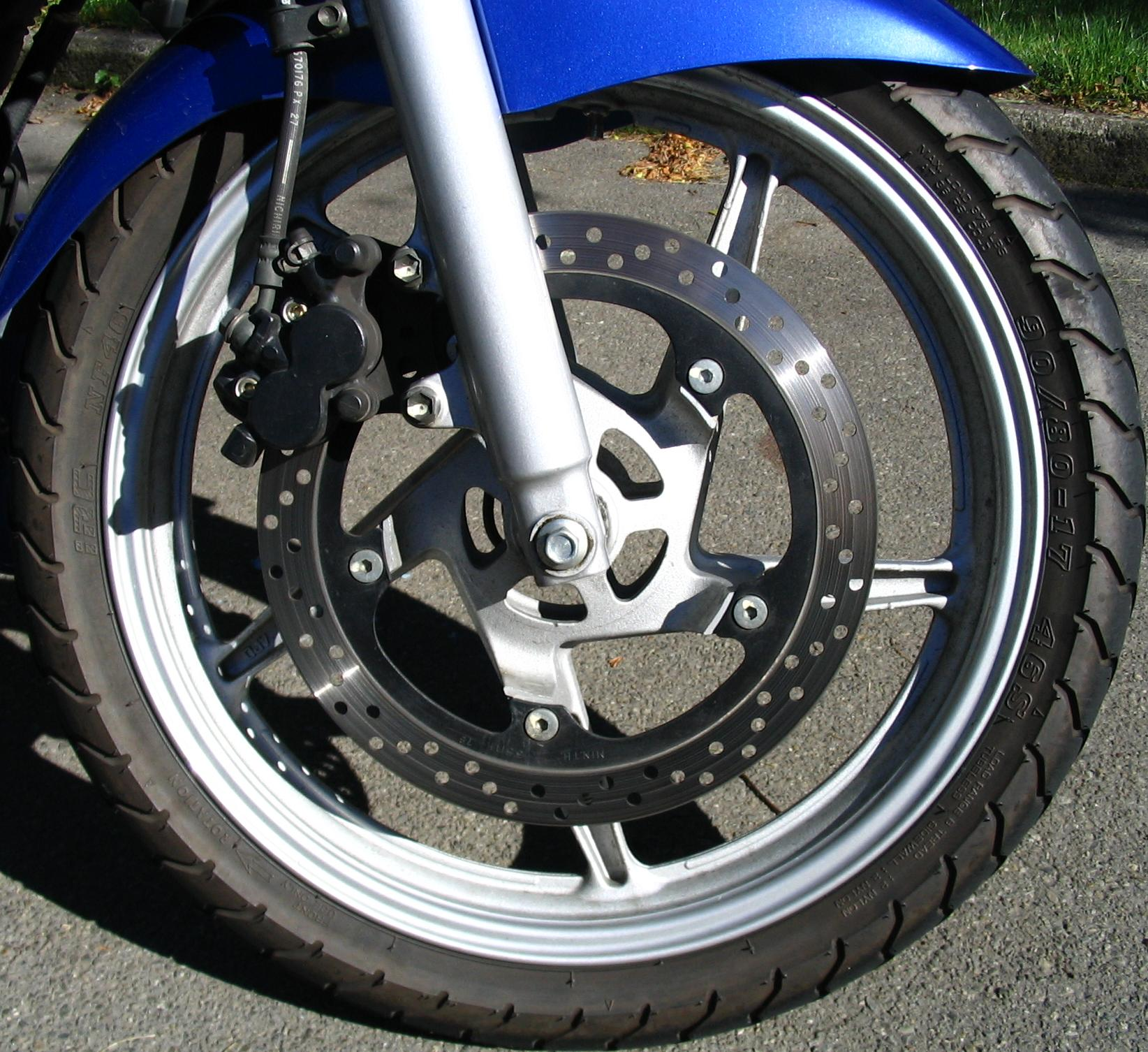
Travão de disco de uma motocicleta.

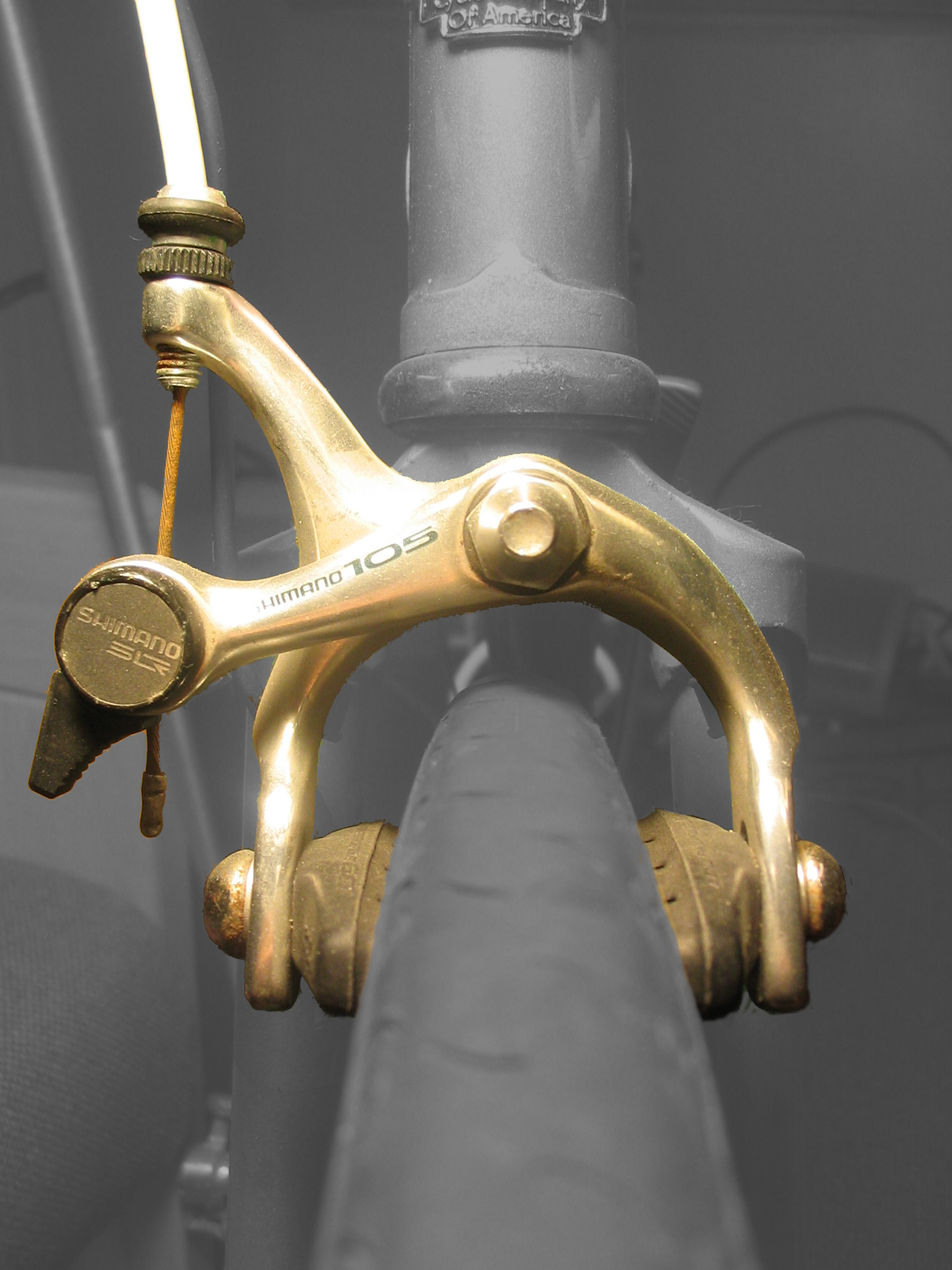
Um freio de pinça sidepull, mostrado na roda da bicicleta da frente.

O travão (português europeu) ou freio (português brasileiro) é um tipo de mecanismo que permite controlar o movimento de aceleração de um veículo ou de uma máquina, de modo a retardar ou parar seu movimento e/ou impedir que o movimento seja reiniciado.
A energia cinética inerente ao movimento é transformada em calor por fricção. Alternativamente, em travagem/frenagem regenerativa, muita da energia é recuperada e armazenada em um capacitor ou transformada em corrente por um alternador, sendo então armazenada em uma bateria para uso posterior. A energia cinética aumenta com o quadrado da velocidade. Isto significa que se a velocidade de um veículo dobrar, ele tem quatro vezes mais energia.
Os travões devem, consequentemente, dissipar quatro vezes mais energia para parar o veículo e conseqüentemente a distância de travagem/frenagem é quatro vezes maior. Existem travões para a maioria dos veículos sobre rodas, incluindo desde automóveis de todos os tipos, a camiões/caminhões, aviões, comboios/trens, motocicletas, bicicletas e carrinhos de bebê. Os carros de bagagem e os carrinhos de supermercado podem ter travões/freios para o uso em rampas móveis. Alguns aviões têm travões de roda e/ou aerodinâmicos em sua estrutura. 

## Alguns tipos de travões ou freios

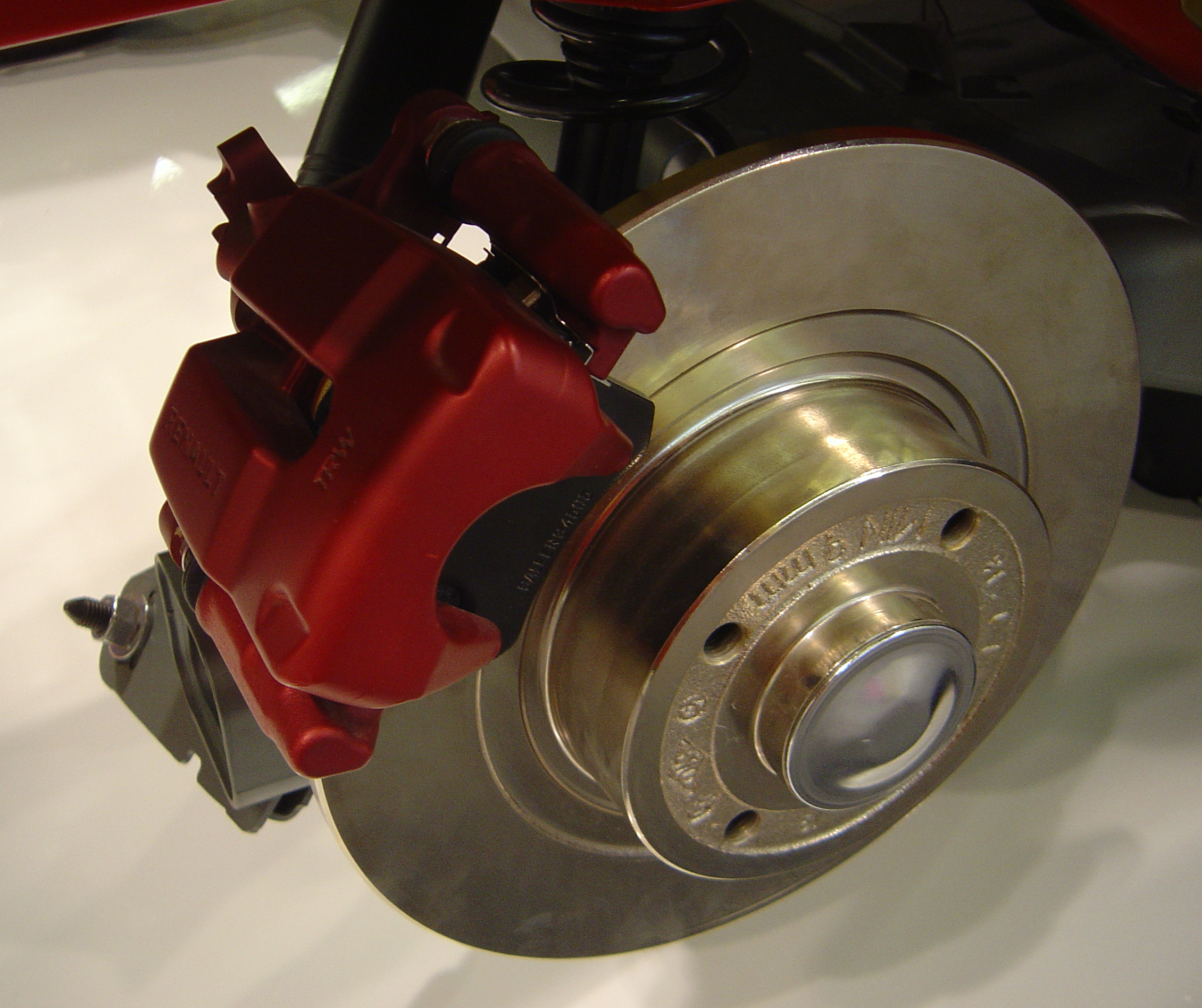
Um freio a disco

- mecânicos
- hidráulicos
- eléctricos
- electromagnéticos
- ar comprimido
- aerodinâmicos
- Freio de mão
- com sistema antibloqueio ("ABS")
- inerciais
- de tambor
- Freio a disco
- "retarder"

## Automóveis
O sistema de travões/freios, é um dos elementos mais importantes na mecânica dos automóveis, pois trata-se de um componente de segurança. São projetados, desenhados e dimensionados, com o objetivo de manter a capacidade de desaceleração do veículo consideravelmente maior que sua capacidade de aceleração.
Composto por um disco ou por um tambor, ou ainda pelos dois, o sistema cumpre sua função pressionando as peças contra a roda, impedindo o movimento da mesma. O primeiro sistema é composto por duas pastilhas, que prendem um disco que acompanha o movimento da roda, enquanto o segundo, através de uma pressão aplicada por lonas colocadas dentro do tambor, faz com que a roda pare. A maior parte dos carros desenvolvidos atualmente possuí um sistema misto, composto por dois discos, à frente, e dois tambores atrás. Alguns possuem discos nas quatro rodas, o que aumenta significativamente a estabilidade na travagem/frenagem. Um dos principais fatores que ajudam a uma melhor performance dos travões/freios é a utilização de um fluido de lubrificação adequado e a correta manutenção dos discos, pastilhas, lonas e tambores.
O tambor é uma das partes do sistema, responsável pela dissipação por energia térmica, gerada durante a travagem/frenagem. A correta dissipação da energia permite que o sistema não sofra sobreaquecimento e melhora a sua capacidade de realizar tal transformação.

## Transformação da energia
Ao esfregar uma mão na outra, com força, sente-se um aumento de temperatura. O mesmo acontece quando se trava/toca-se os freios de uma bicicleta que acaba de descer uma ladeira. Ao diminuir a velocidade de um veículo através de um sistema de travões/freios, a energia cinética responsável pelo movimento é transformada em energia térmica. Por este motivo há uma diminuição da velocidade, dada pela substituição de uma energia pela outra.

## Freios Industriais
Sistemas de Frenagem Pneumáticos
Projetados para aplicações que necessitam de paradas suaves e proporcionais possuem grande versatilidade de torque, uma vez que podem trabalhar com pressões de ar entre 0,5 e 7,0 bar que combinadas com os diferentes diâmetros de discos disponíveis para um único modelo de freio, transforma-se em uma ótima opção para padronização de sistemas, sendo recomendada para os mais variados segmentos industriais.
Especialmente desenvolvidos para ocupar pequeno espaço físico e gerar alto torque, podem ser fornecidos para trabalho com ar seco ou lubrificado, sempre filtrado. Necessitam apenas de uma válvula de controle (on/off ou proporcional) que pode ser acionada manualmente, pneumaticamente ou eletricamente conforme exigência do projeto. 
Todos os freios possuem eixos confeccionados em aço inóx e buchas autolubrificantes, sendo desnecessário a recuperação de desgaste das pastilhas devido ao longo curso dos pistões. Os sistemas de frenagem Pneumáticos possuem como opcionais: sensor de sinalização de freio aberto e fechado, e sensor de detecção de pastilhas gastas, o qual visa informar ao usuário o momento para substituição das pastilhas.
Dimensionados adequadamente em conjunto com seu painel de controle (válvulas, tubulações e conexões), propiciam alta rapidez nas frenagens e desfrenagens, podendo ser fornecidos com atuadores tipo “cilindro-êmbolo” ou “cuícamembrana”
conforme exigência de projeto. Seu princípio de funcionamento consiste em frear por pressão pneumática, e desfrear por alívio de pressão e ação de molas.
Tanto podem trabalhar com discos maciços, quanto com discos autoventilados, que proporcionam alta capacidade de dissipação da energia térmica gerada nas frenagens.
Sistemas de Frenagem Eletromagnéticos a Disco
Especialmente desenhados para atender as mais diferentes exigências de projeto, os freios eletromagnéticos a disco podem ser fornecidos com bobina do lado esquerdo, direito ou central em relação aos braços com construção inclinada ou reta, de forma a oferecer condições ideais de instalação e manutenção.
De acordo com a exigência da aplicação, os freios eletromagnéticos a disco podem trabalhar tanto com discos maciços, como com discos autoventilados que possuem maior capacidade de dissipação de energia térmica.
Seu funcionamento consiste em frear por ação de molas e desfrear por força eletromagnética, garantindo sempre que em qualquer situação de emergência permaneça freado, tornando-se ideal para as aplicações em máquinas de transporte e movimentação de carga de risco.
Podem ser fornecidos com bobinas para alimentação em 50/10 Vcc ou 230/50
Vcc.
Sistemas de Frenagem Eletromagnéticos de Polia
Especialmente desenhados para atender as mais diferentes exigências de projeto, os Sistemas de frenagem Eletromagnéticos de Polia podem ser fornecidos de acordo com a Norma DIN ou de acordo com a norma AISE.
O diferencial de sua aplicação deve-se ao exclusivo sistema de troca rápida de refil, o que elimina desperdício de horas manutenção em ações de troca do elemento de fricção.
Seu funcionamento consiste em frear por ação de molas, e desfrear por força eletromagnética, garantindo sempre que em qualquer situação de emergência permaneça freado, tornando-se, ideal para as aplicações em máquinas de transporte e movimentação de carga de risco.